# Presečno Visočko
Presečno Visočko falu Horvátországban Varasd megyében. Közigazgatásilag Visoko községhez tartozik.

## Fekvése
Varasdtól 25 km-re délre, községközpontjától 2 km-re keletre  fekszik.

## Története
A falunak 1857-ben 120, 1910-ben 235 lakosa volt. 1920-ig Varasd vármegye Novi Marofi járásához tartozott. 2001-ben a falunak 49 háztartása és 200 lakosa volt.